# Moira Kelly
Pour les articles homonymes, voir Kelly.
Moira Kelly est une actrice américaine, née le 6 mars 1968 à New York, dans le Queens (États-Unis).

## Biographie

### Jeunesse
Moira Anne Kelly naît le 6 mars 1968 à New York, dans le Queens (États-Unis). Moira Anne Kelly à 6 ans et part pour l'école mixte. À 8 ans,elle va apprendre le théâtre.

### Famille
Moira est la troisième de six enfants. Son père, Peter, est violoniste de concert ; sa mère, Anne, infirmière. Tous les deux sont des immigrés irlandais. Elle a été élevée à Ronkonkoma dans l'État de New York.

### Vie privée
Moira Kelly s'est mariée à Steve Hewitt (un homme d'affaires texan) en 2000, dont elle a eu deux enfants : Ella, née en 2001, et Eamon, né en 2003.

## Filmographie

### Cinéma

#### Longs métrages
- 1991 : The Boy Who Cried Bitch de Juan José Campanella : Jessica
- 1991 : Billy Bathgate de Robert Benton : Becky
- 1992 : Le Feu sur la glace (The Cutting Edge) de Paul Michael Glaser : Kate Moseley
- 1992 : Twin Peaks : Fire Walk with Me de David Lynch : Donna Hayward
- 1992 : Chaplin de Richard Attenborough : Hetty Kelly / Oona O'Neill Chaplin
- 1994 : Avec les félicitations du jury (With Honors) d'Alek Keshishian : Courtney Blumenthal
- 1994 : Le Roi lion (The Lion King) de Roger Allers et Rob Minkoff : Nala adulte (voix)
- 1994 : Little Odessa de James Gray : Alla Shustervich
- 1995 : Les Liens du sang (The Tie That Binds) de Wesley Strick : Dana Clifton
- 1996 : Décroche les étoiles (Unhook the Stars) de Nick Cassavetes : Ann Mary Margaret 'Annie' Hawks
- 1996 : Entertaining Angels : The Dorothy Day Story de Michael Ray Rhodes : Dorothy Day
- 1997 : La Part du mal (Love Walked In) de Juan José Campanella : Vera
- 1997 : Un nouveau départ (Changing Habits) de Lynn Roth : Susan 'Soosh' Teague
- 1997 : Drive, She Said de Mina Shum : Nadine Ship
- 1998 : La Courtisane (Dangerous Beauty) de Marshall Herskovitz : Beatrice Venier
- 1998 : Hi-Life de Roger Hedden : Susan
- 1999 : Henry Hill de David Kantar : Cynthia
- 2001 : The Safety of Objects de Rose Troche : Susan Train
- 2006 : Two Tickets To Paradise de D.B. Sweeney : Kate
- 2007 : The Beautiful Ordinary de Jess Bond : Mme Ford
- 2014 : Twin Peaks : The Missing Pieces (en) de David Lynch : Donna Hayward

#### Courts métrages
- 1992 : Thirty Below Zero de Patrick Sisam : Lucy
- 2004 : A Woman Reported de Chris J. Russo : La femme

### Télévision

#### Séries télévisées
- 1991 : Love, Lies and Murder : Cinnamon Brown
- 1991 / 2008 : New York, police judiciaire (Law and Order) : Une policière / Katherine Donovan
- 1998 : Les Frères McGrail (To Have and To Hold) : Annie Cornell
- 1999 : À la Maison-Blanche (The West Wing) : Mandy Hampton
- 2002 : Le justicier de l'ombre (Hack) : Vanessa Griffin
- 2002 : La treizième dimension (The Twilight Zone) : Elizabeth Carter
- 2003 - 2009 : Les Frères Scott (One Tree Hill) : Karen Roe / Karen Scott
- 2009 : Numb3rs : Marie Polson
- 2009 : Heroes : Abby Collins
- 2013 : Drop Dead Diva : Cindy Kasper
- 2019 - 2020 : The Resident : Annie Diamonte
- 2021 - Panic : Melanie Cortez

#### Téléfilms
- 1993 : Daybreak de Stephen Tolkin : Blue
- 1998 : Monday After the Miracle de Daniel Petrie : Helen Keller
- 2012 : Pour le sourire d'un enfant (A Smile as Big as the Moon) de James Sadwith : Darcy Kersjes
- 2012 : 12 ans sans ma fille (Taken Back : Finding Haley) de Mark Jean : Karen Turner
- 2017 : Étudiante en danger (Deadly Sorority) de Shawn Tolleson : Professeure Amy Thomas
- 2018 : Girl in the Bunker de Stephen Kemp : Madeline Shoaf
- 2019 : Un Noël pour te retrouver (Christmas in Louisiana) d'Emily Moss Wilson : Charlotte

## Voix francophones
En France, Élisabeth Fargeot est la voix régulière de Moira Kelly. En parallèle, Sybille Tureau l'a doublée dans la trilogie Le Roi lion.
Au Québec, l'actrice est doublée par plusieurs comédiennes. 
En France
| - Élisabeth Fargeot dans : - Les Frères Scott (série télévisée) - New York, police judiciaire (série télévisée) - Heroes (série télévisée) - Numb3rs (série télévisée) - Pour le sourire d'un enfant (téléfilm) - 12 ans sans ma fille (téléfilm) - Étudiante en danger (téléfilm) - The Resident (série télévisée) - Le secret de mon Père Noël (téléfilm) - Sybille Tureau dans : - Le Roi lion (voix) - Le Roi lion 2 : L'Honneur de la tribu (voix) - Le Roi lion 3 : Hakuna Matata (voix) | - Cathy Diraison dans (les séries télévisées) : - À la Maison-Blanche - Drop Dead Diva Et aussi - Michèle Buzynski dans Le Feu sur la glace - Anne Rondeleux dans Twin Peaks: Fire Walk with Me - Déborah Perret dans Little Odessa - Brigitte Aubry dans Sister Connection - Catherine Hamilty dans La Courtisane - Natacha Muller dans Monday after the miracle (téléfilm) - Nathalie Spitzer dans Les Frères McGrail (série télévisée) - Dominique Vallée dans La Treizième Dimension (série télévisée) - Fabienne Loriaux dans Un Noël pour te retrouver (téléfilm) - Isabelle Desplantes dans Panic (série télévisée) - Isabelle Gardien dans Citadel (série télévisée) |

Au Québec
- Violette Chauveau dans Avec Distinction
- Aline Pinsonneault dans Un lien indestructible
- Hélène Mondoux dans Le Roi lion 2 : La Fierté de Simba (voix)